# Kenya ai Giochi della XXIX Olimpiade
Il Kenya ha partecipato ai Giochi della XXIX Olimpiade di Pechino, svoltisi dall'8 al 24 agosto 2008, con una delegazione di 46 atleti.

## Medaglie
| Medaglia | Atleta              | Sport            | Evento               |
| -------- | ------------------- | ---------------- | -------------------- |
| Oro      | Pamela Jelimo       | Atletica leggera | 800 metri femminili  |
| Oro      | Brimin Kipruto      | Atletica leggera | 3000 siepi maschili  |
| Oro      | Wilfred Bungei      | Atletica leggera | 800 metri maschili   |
| Oro      | Nancy Lagat         | Atletica leggera | 1500 metri femminili |
| Oro      | Samuel Wanjiru      | Atletica leggera | Maratona maschile    |
| Oro      | Asbel Kiprop        | Atletica leggera | 1500 metri maschili  |
| Argento  | Janeth Jepkosgei    | Atletica leggera | 800 metri femminili  |
| Argento  | Catherine Ndereba   | Atletica leggera | Maratona femminile   |
| Argento  | Eunice Jepkorir     | Atletica leggera | 3000 siepi femminili |
| Argento  | Eliud Kipchoge      | Atletica leggera | 5000 metri maschili  |
| Bronzo   | Richard Mateelong   | Atletica leggera | 3000 siepi maschili  |
| Bronzo   | Micah Kogo          | Atletica leggera | 10000 metri maschili |
| Bronzo   | Alfred Kirwa Yego   | Atletica leggera | 800 metri maschili   |
| Bronzo   | Edwin Cheruiyot Soi | Atletica leggera | 5000 metri maschili  |

## Atletica leggera
| Gara       | Atleta               | Quarti  | Quarti | Semifinali | Semifinali | Finale   | Finale |
| Gara       | Atleta               | Tempo   | Pos.   | Tempo      | Pos.       | Tempo    | Pos.   |
| ---------- | -------------------- | ------- | ------ | ---------- | ---------- | -------- | ------ |
| 400 m      | Vincent Mumo Kiilu   | 46"79   | 7      |            |            |          |        |
| 800 m      | Wilfred Bungei       | 1'44"90 | 1      | 1'46"23    | 1          | 1'44"65  |        |
| 800 m      | Boaz Kiplagat Lalang | 1'45"72 | 2      | 1'45"87    | 3          |          |        |
| 800 m      | Alfred Yego          | 1'46"04 | 2      | 1'44"73    | 1          | 1'44"82  |        |
| 1500 m     | Augustine Choge      | 3'35"47 | 3      | 3'37"54    | 4          | 3'35"50  | 10     |
| 1500 m     | Asbel Kiprop         | 3'41"28 | 1      | 3'37"04    | 1          | 3'33"11  |        |
| 1500 m     | Nicholas Kemboi      | 3'41"56 | 11     |            |            |          |        |
| 5000 m     | Eliud Kipchoge       |         |        | 13'37"50   | 2          | 13'02"80 |        |
| 5000 m     | Thomas Longosiwa     |         |        | 13'41"30   | 4          | 13'31"34 | 12     |
| 5000 m     | Edwin Soi            |         |        | 13'46"41   | 1          | 13'06"22 |        |
| 3000 siepi | Ezekiel Kemboi       |         |        | 8'17"55    | 4          | 8'16"38  | 7      |
| 3000 siepi | Brimin Kipruto       |         |        | 8'23"53    | 2          | 8'10"34  |        |
| 3000 siepi | Richard Matelong     |         |        | 8'19"87    | 2          | 8'11"01  |        |

| Gara         | Atleta             | Tempo        | Posizione    |
| ------------ | ------------------ | ------------ | ------------ |
| 10000 m      | Micah Kogo         | 27'04"11     |              |
| 10000 m      | Moses Ndiema Masai | 27'04"11     | 4            |
| 10000 m      | Martin Mathathi    | 17'08"25     | 7            |
| Maratona     | Luke Kibet         | non concluso | non concluso |
| Maratona     | Martin Lel         | 2h 10'24"    |              |
| Maratona     | Samuel Wanjiru     | 2h 06'32"    |              |
| Marcia 20 km | David Kimutai      | 1h 22'21"    | 19           |

| Gara       | Atleta                | Quarti      | Quarti      | Semifinali | Semifinali | Finale   | Finale |
| Gara       | Atleta                | Tempo       | Pos.        | Tempo      | Pos.       | Tempo    | Pos.   |
| ---------- | --------------------- | ----------- | ----------- | ---------- | ---------- | -------- | ------ |
| 400 m      | Elizabeth Muthuka     | non partita | non partita |            |            |          |        |
| 800 m      | Pamela Jelimo         | 2'03"18     | 1           | 1'57"31    | 2          | 1'54"87  |        |
| 800 m      | Janeth Jepkosgei      | 1'59"72     | 1           | 1'57"28    | 1          | 1'56"07  |        |
| 1500 m     | Irene Jelagat         |             |             | 4'09"92    | 9          |          |        |
| 1500 m     | Viola Kibiwot         |             |             | 4'15"62    | 5          |          |        |
| 1500 m     | Nancy Lagat           |             |             | 4'03"03    | 1          | 4'00"23  |        |
| 5000 m     | Vivian Cheruiyot      |             |             | 14'57"27   | 2          | 15'46"32 | 5      |
| 5000 m     | Priscah Jepleting     |             |             | 14'58"07   | 4          | 15'51"78 | 11     |
| 5000 m     | Sylvia Kibet          |             |             | 15'10"37   | 2          | 15'44"96 | 4      |
| 3000 siepi | Ruth Bosibori Nyangau |             |             | 9'19"75    | 2          | 9'17"35  | 6      |
| 3000 siepi | Eunice Jepkorir       |             |             | 9'21"31    | 1          | 9'07"41  |        |

| Gara     | Atleta              | Tempo     | Posizione |
| -------- | ------------------- | --------- | --------- |
| 10000 m  | Linet Masai         | 30'26"50  | 4         |
| 10000 m  | Lucy Wangui         | 30'39"96  | 7         |
| 10000 m  | Peninah Arusei      | 31'39"87  | 18        |
| Maratona | Martha Komu         | 2h 27'23" | 5         |
| Maratona | Salina Jebet Kosgei | 2h 29'28" | 10        |
| Maratona | Catherine Ndereba   | 2h 27'06" |           |

## Canottaggio
| Gara    | Atleta         | Batterie | Batterie | Ripescaggi | Ripescaggi | Quarti | Quarti | Semifinali               | Semifinali | Finale             | Finale |
| Gara    | Atleta         | Tempo    | Pos.     | Tempo      | Pos.       | Tempo  | Pos.   | Tempo                    | Pos.       | Tempo              | Pos.   |
| ------- | -------------- | -------- | -------- | ---------- | ---------- | ------ | ------ | ------------------------ | ---------- | ------------------ | ------ |
| Singolo | Mathew Lidaywa | 8'16"09  | 6        |            |            |        |        | 7'49"17 (semifinale E/F) | 4          | 7'52"59 (finale F) | 1      |

## Nuoto
| Gara               | Atleta        | Batterie | Batterie | Semifinali | Semifinali | Finale | Finale |
| Gara               | Atleta        | Tempo    | Pos.     | Tempo      | Pos.       | Tempo  | Pos.   |
| ------------------ | ------------- | -------- | -------- | ---------- | ---------- | ------ | ------ |
| 50 m stile libero  | David Dunford | 22"29    | 19       |            |            |        |        |
| 100 m stile libero | Jason Dunford | 49"06    | 24       |            |            |        |        |
| 100 m farfalla     | Jason Dunford | 51"14    | 4        | 51"33      | 5          | 51"47  | 5      |

## Pugilato
| Gara               | Atleta          | Sedicesimi                                   | Ottavi | Quarti | Semifinali | Finale |
| ------------------ | --------------- | -------------------------------------------- | ------ | ------ | ---------- | ------ |
| Pesi mosca leggeri | Suleiman Bilali | Winston Méndez Montero (Rep. Dominicana) 3-9 |        |        |            |        |
| Pesi mosca         | Bernard Ngumba  | Tulashboy Doniyorov (Uzbekistan) 1-10        |        |        |            |        |
| Pesi piuma         | Nick Okoth      | Arturo Santos Reyes (Messico) 2-6            |        |        |            |        |
| Pesi mediomassimi  | Aziz Ali        | Bahram Muzaffer (Turchia) 3-8                |        |        |            |        |

## Taekwondo
| Gara  | Atleta          | Ottavi                         | Tabellone principale | Tabellone principale | Tabellone principale | Ripescaggi              | Ripescaggi                      |
| Gara  | Atleta          | Ottavi                         | Quarti               | Semifinali           | Finale               | Semifinali              | Finale                          |
| ----- | --------------- | ------------------------------ | -------------------- | -------------------- | -------------------- | ----------------------- | ------------------------------- |
| 58 kg | Dickson Wamwiri | Chu Mu-Yen (Taipei cinese) 0-7 |                      |                      |                      |                         |                                 |
| 49 kg | Milka Akinyi    | Wu Jingyu (Cina) 0-7           |                      |                      |                      | Hanna Zajc (Svezia) 2-2 | Dalia Contreras (Venezuela) 0-1 |